# Буреть (Усольский район)
Буреть — одна из старинных деревень Усольского района Иркутской области. Входит в состав Тайтурского муниципального образования.

## Географическое положение
Буреть расположена на левом берегу Ангары, в 112 км от областного центра Иркутска и в 38 км от районного центра Усолье-Сибирское, высота над уровнем моря 425 м. Ближайшие населённые пункты — Буреть на противоположном берегу реки и Кулакова в 4,5 км к юго-востоку, выше по реке.

## История
Дата основания Бурети — 1723 год. В названии деревни частица «еть» указывает на древнейшее происхождение. Никто сегодня с полной уверенностью не может сказать, как произошло и что означает слово «Буреть».
В 1936 году в 7 км от стоянки Мальта́ на правом берегу реки Ангары, у села Нижняя Буреть, археологом А. П. Окладниковым открыта стоянка первобытного человека древнекаменного века Буреть возрастом 24—25 тысяч лет.

## Население
| 2002 | 2010 | 2011 | 2012 |
| ---- | ---- | ---- | ---- |
| 682  | ↗688 | ↗689 | ↘679 |

## Инфраструктура
В Бурети действует средняя школа, почта, ФГУП «Буретское» российской сельхозакадемии, магазин.
В деревне 7 улиц:
- Ул. Ангарская
- Ул. Молодёжная
- Ул. Набережная
- Ул. Новая
- Ул. Пионерская
- Ул. Рабочая
- Ул. Трактовая